# Fokienia
Fokienia é um género de conífera pertencente à família Cupressaceae.

## Usos
A madeira é muito semelhante à de outros cedros da família do cipreste, com um grão fino e reto e um aroma distinto. Os moradores do Laos e das tribos Dao usam a madeira de cipreste de Fujian para divisórias de parede ou telhados. A madeira era anteriormente usada para caixãos e ocasionalmente é referida como "madeira de caixão". No Vietnã, é considerada uma madeira preciosa devido ao seu aroma característico e sua densidade excepcional; portanto, é usada para fazer obras de arte, móveis e carvão vegetal de alto valor calorífico. É considerada uma espécie ecologicamente ameaçada no Vietnã.
A destilação, especialmente de sua raiz, produz um óleo essencial chamado de óleo de cipreste-siam ou óleo de pemou usado em aromaterapia.
Na China, galhos de cipreste recém-colhidos são queimados para defumar e curar carne salgada e linguiça, às vezes em combinação com cascas de pomelo e tangerina.